# Wijken en buurten in Heerenveen
De Nederlandse gemeente Heerenveen is voor statistische doeleinden onderverdeeld in wijken en buurten. De gemeente is verdeeld in de volgende statistische wijken:
- Wijk 01 Heerenveen (CBS-wijkcode:007401)
- Wijk 02 De Knipe (CBS-wijkcode:007402)
- Wijk 03 Hoornsterzwaag (CBS-wijkcode:007403)
- Wijk 04 Jubbega (CBS-wijkcode:007404)
- Wijk 05 Nieuwehorne (CBS-wijkcode:007405)
- Wijk 06 Oudehorne (CBS-wijkcode:007406)
- Wijk 07 Katlijk (CBS-wijkcode:007407)
- Wijk 08 Gersloot (CBS-wijkcode:007408)
- Wijk 09 Luinjeberd (CBS-wijkcode:007409)
- Wijk 10 Terband (CBS-wijkcode:007410)
- Wijk 11 Tjalleberd (CBS-wijkcode:007411)
- Wijk 12 Oranjewoud (CBS-wijkcode:007412)
- Wijk 13 Bontebok (CBS-wijkcode:007413)
- Wijk 14 Mildam (CBS-wijkcode:007414)
- Wijk 15 Oudeschoot (CBS-wijkcode:007415)

Een statistische wijk kan bestaan uit meerdere buurten. Onderstaande tabel geeft de buurtindeling met kentallen volgens het Centraal Bureau voor de Statistiek (2008):
| CBS-buurtcode | Buurtnaam              | Inwonertal | Opp. totaal (ha) | Opp. land (ha) | Ligging                |
| ------------- | ---------------------- | ---------- | ---------------- | -------------- | ---------------------- |
| BU00740101    | Kanaal                 | 0          | 104              | 89             | Locatie in de gemeente |
| BU00740102    | Leeuwarderstraatweg    | 150        | 132              | 116            | Locatie in de gemeente |
| BU00740103    | Aengwirden             | 190        | 97               | 97             | Locatie in de gemeente |
| BU00740104    | Businesspark Friesland | 10         | 49               | 48             | Locatie in de gemeente |
| BU00740105    | Nijehaske              | 3470       | 87               | 81             | Locatie in de gemeente |
| BU00740106    | Noord                  | 3530       | 129              | 126            | Locatie in de gemeente |
| BU00740107    | Mobilisatieweg         | 10         | 488              | 480            | Locatie in de gemeente |
| BU00740108    | Centrum                | 2650       | 65               | 63             | Locatie in de gemeente |
| BU00740109    | Het Meer               | 810        | 136              | 135            | Locatie in de gemeente |
| BU00740110    | de Greiden             | 7710       | 163              | 156            | Locatie in de gemeente |
| BU00740111    | Midden                 | 3450       | 81               | 79             | Locatie in de gemeente |
| BU00740112    | Skoaterwald            | 2280       | 238              | 234            | Locatie in de gemeente |
| BU00740113    | de Heide               | 1400       | 183              | 138            | Locatie in de gemeente |
| BU00740114    | de Akkers              | 1860       | 73               | 71             | Locatie in de gemeente |
| BU00740115    | ten Woude              | 1040       | 52               | 52             | Locatie in de gemeente |
| BU00740116    | Nieuweschoot           | 130        | 235              | 226            | Locatie in de gemeente |
| BU00740117    | Zuid                   | 1780       | 239              | 235            | Locatie in de gemeente |
| BU00740261    | De Knipe               | 1390       | 475              | 470            | Locatie in de gemeente |
| BU00740383    | Hoornsterzwaag         | 850        | 1982             | 1973           | Locatie in de gemeente |
| BU00740481    | Jubbega De Streek      | 1410       | 1674             | 1663           | Locatie in de gemeente |
| BU00740482    | Jubbega 3e sluis       | 1940       | 86               | 86             | Locatie in de gemeente |
| BU00740571    | Nieuwehorne            | 1550       | 661              | 653            | Locatie in de gemeente |
| BU00740672    | Oudehorne              | 810        | 889              | 885            | Locatie in de gemeente |
| BU00740765    | Katlijk                | 650        | 1158             | 1144           | Locatie in de gemeente |
| BU00740803    | Gersloot               | 280        | 958              | 926            | Locatie in de gemeente |
| BU00740903    | Luinjeberd             | 360        | 641              | 500            | Locatie in de gemeente |
| BU00741003    | Terband                | 160        | 695              | 645            | Locatie in de gemeente |
| BU00741103    | Tjalleberd             | 800        | 948              | 877            | Locatie in de gemeente |
| BU00741266    | Oranjewoud             | 1040       | 530              | 524            | Locatie in de gemeente |
| BU00741362    | Bontebok               | 430        | 321              | 317            | Locatie in de gemeente |
| BU00741464    | Mildam                 | 700        | 231              | 227            | Locatie in de gemeente |
| BU00741563    | Oudeschoot             | 170        | 214              | 207            | Locatie in de gemeente |